# 中国水军史
中国水军史是中国古代水軍與現代海军的共同歷史。中国历史上最早记录的水战是在公元前570年楚子重在伐吴时用水军攻陷芜湖。早期中国水军主要担负运输职能，尤其是粮草运输。后期为了争夺某些战略要地，水军也开始作为独立的战斗单位。19世紀末開始形成現代化的海上武裝部隊。

## 春秋時期
周景王二十年（公元前525年），吴国遣公子光率舟师沿江水（长江）逆流而上，進攻楚國，楚派令尹子瑕率舟师迎战于长岸（今安徽当涂西南）。子瑕指挥舟师大败吴军，缴获吴王座舟“餘皇”。吴公子光派士卒潜伏在“餘皇”附近以为内应，于夜间派兵袭击楚军。楚军大乱，吴军乘势进攻而大败楚军，夺回“餘皇”。此為中国水战史上最早有战斗过程记载的战例。

## 秦
- 百越与秦之战

## 西汉
- 灭卫氏朝鲜

## 三国
赤壁之战是三國時期最重要的一場水陸混合戰爭，它也是中国历史上第一次在长江流域进行的大规模江河作战，标志着中国军事政治中心不再限于黄河流域。
208年（汉献帝建安十三年），基本控制北方的曹操率大军南下荆州，占据荆州的劉琮投降。曹操追击从荆州逃亡的刘备，後刘备派遣诸葛亮出使江东，孙权派遣大将周瑜、程普率军开赴前线与刘备组成联军，在长江赤壁（今湖北赤壁市西北，一说今嘉鱼东北）一带以火攻大破曹军，曹操北回，孫劉雙方亦各自奪去荊州。

## 西晋
- 晋灭吴之战

## 隋
- 隋炀帝征高句丽
- 隋灭陈之戰

## 唐
- 白江口之战
- 唐平蕭銑之戰

## 五代十国
- 白藤江之战 (938年)

## 北宋
- 采石之战 (974年)
- 白藤江之战 (981年)

## 南宋
- 采石之战 (1161年)
- 唐岛之战
- 襄樊之战
- 崖山海战

## 元
- 元军侵日战争
- 元军远征爪哇之戰
- 白藤江之战 (1288年)

## 明
在明成祖征安南时，于奇罗海口败越南水师，得舟三百。
- 鄱阳湖之战
- 郑和下西洋
- 倭寇
- 壬辰衛國戰爭
- 露梁海战
- 屯門海戰
- 澎湖之战
- 崇禎金門海戰
- 皮岛海战 (1631年)
- 皮岛海战 (1637年)

吴朴著《渡海方程》，首先提出海权的重要性，并要求朝廷设立海外都护。

## 清
- 郑成功攻台之役
- 澎湖海战
- 鸦片战争
- 北洋水师
- 中法战争
  - 澎湖之役 (1885年)
- 甲午战争
  - 黄海海战 (1894年)
  - 澎湖之役 (1895年)

### 自強運動時期
在第一次英法聯軍之役時，英法海軍以65艘蒸汽鐵甲戰艦對清廷水師300艘以上的舊式木船。清軍除了海岸砲台稍能發揮拒敵的功用外，舊式水師在海戰中完全無用。清廷理解到目前的木造船艦與船艦技術比西方各國還要落後許多，所以在自強運動中計畫建立新式海軍。在太平天國之亂時，因為太平軍將自美國購買新式砲船，所以清廷緊急自英國購買戰艦，成立阿思本艦隊。然而，由於艦隊司令和清政府對指揮權、用人及花費等各方面皆出現嚴重分歧，最終解散艦隊。
在自強運動時期，曾國藩及左宗棠等人創意籌備建立新式海軍，並成立江南製造局及福州船政局來建造新式海軍。沈葆楨更積極成立海軍學校船政學堂來培育海軍人才，該校畢業生不少成為北洋艦隊的高級將領。在當時，大清海軍已成立福建水师、广东水师以防禦南海。為了建設新式海軍，大清海軍計劃分為三個艦隊：北洋艦隊負責山東及以北之黃海、南洋艦隊負責山東以南及長江以外之東海，广东水师則負責福建及南海。後來由於同時建立北洋及南洋艦隊使經費不足，所以先將重點放在守衛京師的北洋艦隊。這使得南洋艦隊的軍力不如北洋艦隊。

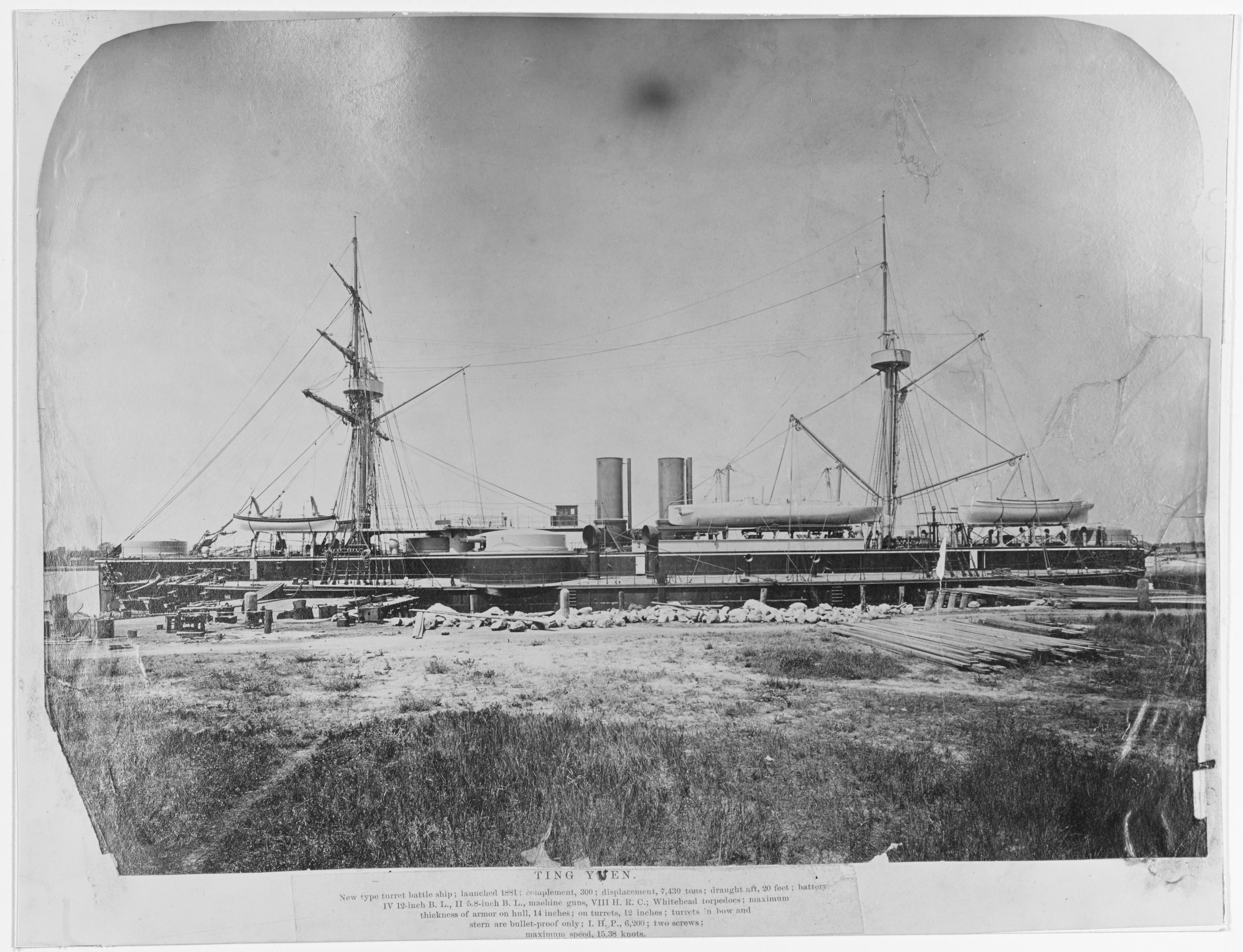
定遠艦、鎮遠艦同為北洋艦隊的主力

### 南北洋艦隊時期
大清帝國建立的海軍是世界前十強的，其中北洋艦隊的「定遠」「鎮遠」鐵甲艦更是號稱「遠東巨艦」，是當時遠東噸位最大、火力最強的艦隻。但在經歷中法戰爭及甲午戰爭後，南洋艦隊與北洋艦隊陸續崩潰。主因是清廷沒有持續更新海軍軍艦及裝備，經費反而挪用至修建頤和園，導致大清海軍輸給法國、日本的新式艦隊。當時的海軍人才在思想與素養也未足，戰術運用不如日本、法國。而後，清廷將剩餘海軍改編為巡洋艦隊及長江艦隊。至辛亥革命為止，清廷皆努力重建海軍。一直到中華民國立國後，因為內有軍閥混戰、外有日本窺伺，海軍的發展進入停滯不進的狀態。

## 中华民国

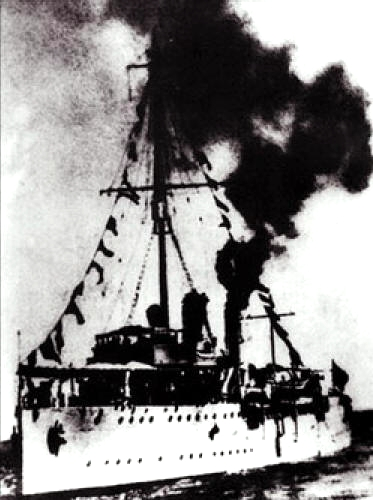
中山舰

- 中华民国海军
- 中山舰

### 北洋政府時期
中華民國建立後，由於經費不足，加上列強的武器禁運政策，使得中華民國海軍發展進入停滯期。但因為中華民國參與第一次世界大戰成為勝利國，使得當時海軍獲得第一批戰利艦。
- 護法艦隊
- 東北艦隊

### 國民政府時期
1928年北伐後，國民政府將海軍署擴建為海軍部，共有軍務、艦政、軍械、海政、軍學、經理等六部，並開始培養海軍。初期艦隊約44艘，排水量3萬餘頓；至抗戰前夕，艦隊增至58艘，5萬餘噸。

### 抗戰及內戰時期
對日抗戰爆發後，為了節省經費，國民政府將海軍部降為海軍總司令部。而後海軍在日本艦隊攻勢下損失慘重，海岸線的喪失使得海軍僅剩少量炮艦在內河與內湖佈雷，阻撓日軍利用河道將船艦、軍隊及補給深入中國內部。抗戰勝利後，中華民國海軍接收日本降艦數十艘，美國也贈與登陸艦20餘艘、護衛艦數艘，使得海軍得以重建。而後爆發國共內戰，部份海軍撤出長江，另有大量海軍人員因不認同國民政府因而脫離中華民國海軍加入中國共產黨。1950年政府撤往台灣後，海軍艦隊在多次海戰失利下也分別由舟山群島、海南島撤退，以集中防衛台灣。

### 戰後與遷臺時期
1952年，中華民國海軍進行改編，成立驅逐、巡防、掃雷、登陸、後勤等艦隊。由於台灣四面環海，海軍日益重要；所以陸續自美國接收退役軍艦，擴充艦隊，並更新武器系統，並曾在台海多次擊退中共海軍。現今其海軍朝向二代兵力發展，以保衛台灣地區安全。2020年代後啟動潛艦國造。

## 中华人民共和国
中国人民解放军海军是在中国人民解放军陆军的基础上组建起来的。
1949年4月4日，中国人民解放军第三野战军副司令员粟裕、参谋长张震奉中共中央军委命令，在江苏省泰县白马庙乡建立渡江战役指挥部，接管中华民国海军投诚舰艇以组建一支保卫沿海沿江的海军部队。1949年4月23日，华东军区海军领导机构在白马庙乡成立，张爱萍任司令员兼政委，中国人民解放军海军从此诞生。1989年3月，中央军委批准确定1949年4月23日为“人民海军成立日”。
1949年11月11日，为了培养海军人才，在大连成立了第一海军学校，即今海军大连舰艇学院。
1950年4月14日，中国人民解放军海军领导机关在北京成立，萧劲光任司令员，刘道生任副政委兼政治部主任；同年任命王宏坤为副司令员，罗舜初为参谋长。1955年至1960年，相继组建了东海舰队、南海舰队和北海舰队。
1954年~1965年间，水面舰艇部队、潜艇部队和中华民国海军发生海战十余次，主要以水面舰艇部队为主，初期损失较多，随着海战经验的丰富，取得了几次以弱势装备取胜的战例，随着装备水平的提高，海战逐渐减少；海岸炮兵参加了历次金门炮战；海军航空兵在历次台海军事冲突中执行任务。1954年5月，海军参加东矶列岛战役，取胜。
1957年，国务院总理周恩来在青岛检阅海军部队。1959年12月1日，东海舰队418潜艇在训练中因事故沉没，38名官兵遇难。1955年，海军派出部队，与陆军、空军协同作战，参加了一江山岛战役，取得胜利。1965年，与中华民国海军进行八六海战和崇武以东海战并取得胜利。八六海战创造了小艇击沉两艘驱逐舰的记录。
1974年1月，南海舰队在西沙海战中击败南越海军，保卫了西沙群岛。同年8月，中国海军第一艘核潜艇入列服役。
1978年11月18日，公布《海军舰艇命名条例》。1980年，重建海军陆战队。
1985年11月16日~1986年1月19日，东海舰队132合肥号导弹驱逐舰、东运615丰仓号综合补给舰（已改舷号舰名为882鄱阳湖号综合补给舰）组成舰艇编队出访巴基斯坦、斯里兰卡和孟加拉国，此为中国人民解放军海军首次派出对外出访舰艇编队。
1988年3月14日，南海舰队在赤瓜礁海战中击败越南海军，收复赤瓜礁、华阳礁、永暑礁、东门礁、渚碧礁、南薰礁。
1989年3月31日~1989年5月2日，海军大连舰艇学院81郑和号综合训练舰出访美国，中国海军舰艇第一次出现在西半球。1995年，中央军委主席江泽民在青岛检阅海军部队。
2001年4月1日，南海舰队海军航空兵两架歼8II型战斗机在南海上空执行监视美国海军EP-3型侦察机的过程中，81194号战斗机遭美机撞击坠毁，飞行员王伟牺牲，美强行机降落在海南陵水机场，是为中美撞机事件。
2003年，为了精简指挥层次，解放军海军撤銷了基地一级指挥机构。撤銷了海军航空兵部，把海军航空兵交由军区空军统一指挥，但保留了海军航空兵这个名称。
2003年4月2日，北海舰队361远征61号潜艇在训练中因事故沉没，70名官兵遇难。事后，时任海军司令员石云生海军上将和时任海军政治委员的杨怀庆海军上将被免职。2008年12月26日，南海舰队派出舰艇编队赴亚丁湾打击索马里海盗。此为中国海军首次向海外投送兵力。
2009年4月23日，中国海军在青岛举行中国人民解放军海军建军60六十周年阅兵式，并邀请14国21艘军舰参与阅兵仪式。
2012年9月25日，遼寧號航空母艦正式交付北海艦隊，成為中國第一艘航空母艦。
2019年12月17日，山東號航空母艦正式交付南海艦隊，成為中國第一艘國產航空母艦。